# Zasiewanie chmur

Schemat zasiewania chmur

Zasiewanie chmur – forma modyfikacji pogody, będąca próbą zmiany ilości lub rodzaju opadów z chmur. Poprzez rozpylenie substancji służących jako jądra kondensacji lub zarodki krystalizacji powodowane są zmiany w procesach mikrofizycznych wewnątrz chmury. Zazwyczaj intencją jest zwiększenie opadów (deszczu lub śniegu), a na lotniskach praktykuje się ograniczanie gradu lub mgły.
Sporadycznie, termin używany jest do naturalnych zjawisk powodujących zmiany w procesach mikrofizycznych w chmurach, mających wpływ na opady z tych chmur – wówczas używane jest określenie naturalne zasiewanie chmur.

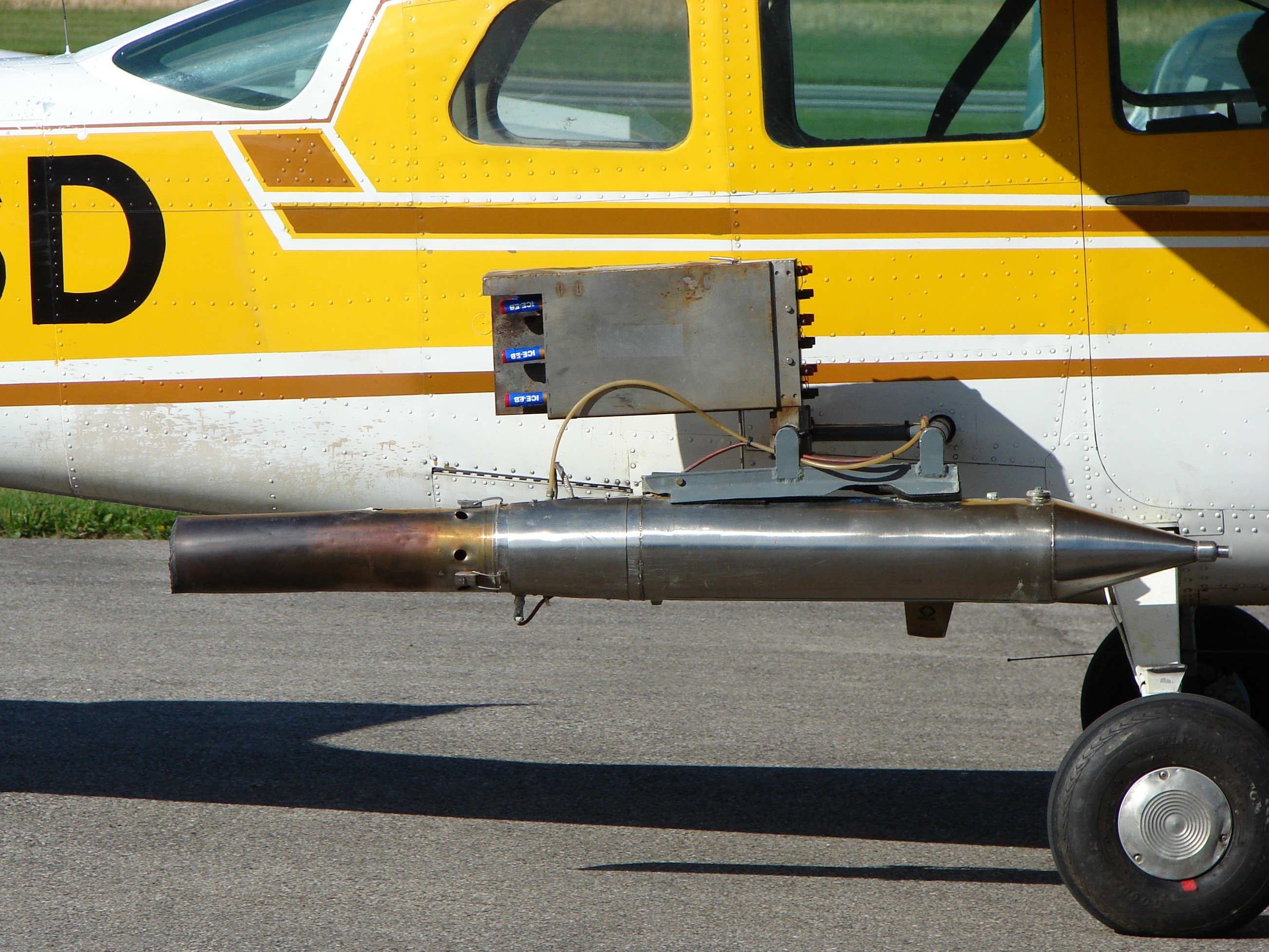
Urządzenie do zasiewu chmur zamontowane w samolocie Cessna

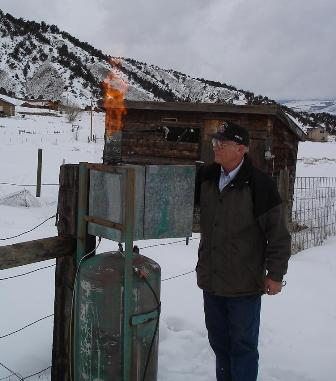
Naziemna baza do zasiewania chmur w stanie Kolorado

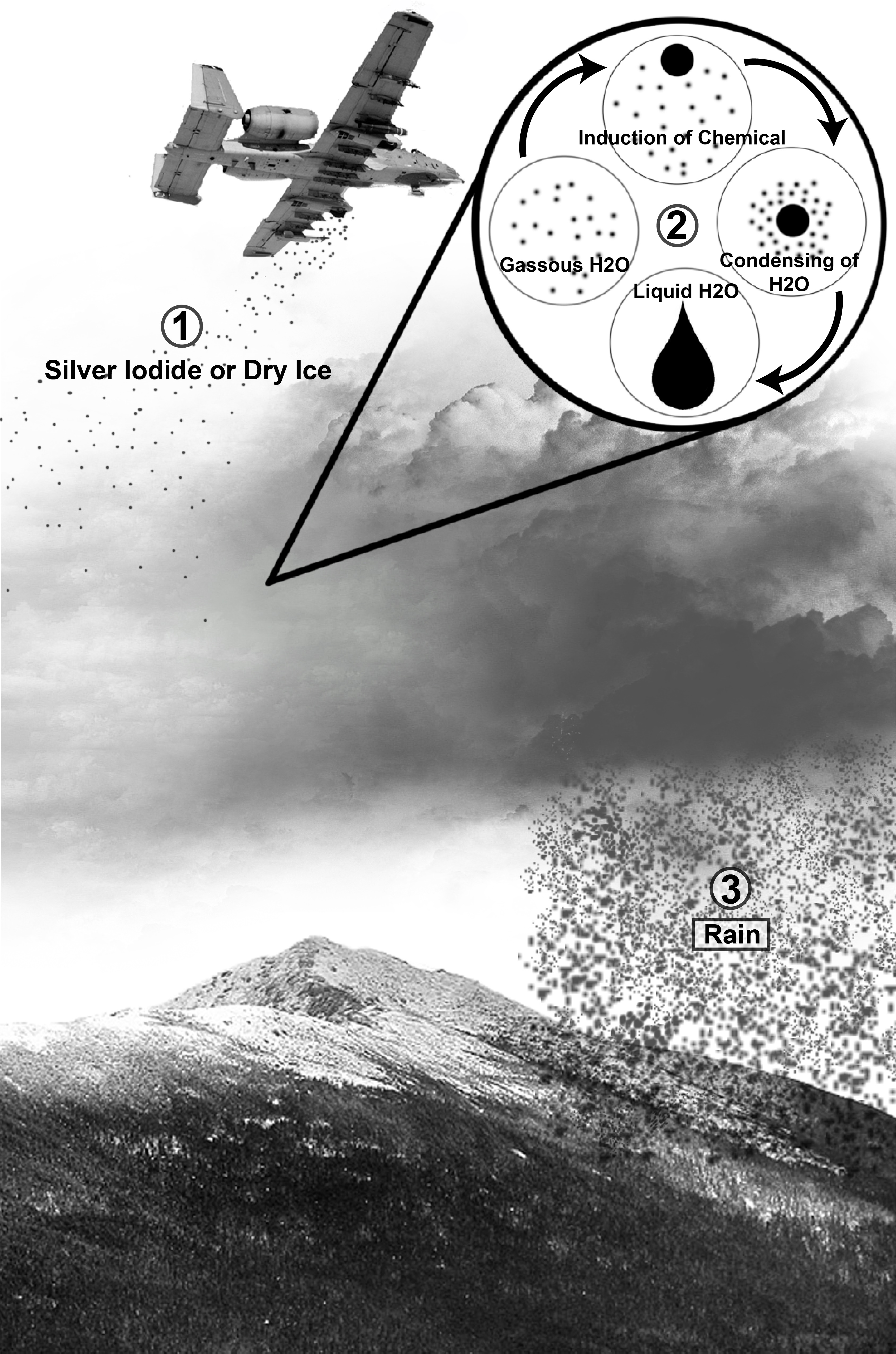
Schemat

## Jak działa zasiewanie chmur
Najczęściej używanych związków chemicznych do zasiewania chmur należy jodek srebra i suchy lód. Rozprężanie ciekłego propanu w gaz było również używane i może wytworzyć kryształki lodu w wyższych temperaturach niż jodek srebra. Użycie materiałów higroskopijnych, takich jak sól, zwiększa swoją popularność z powodu pewnych obiecujących wyników badań naukowych.
Do procesu zasiewania konieczne jest, by chmury zawierały przechłodzoną ciekłą wodę – to jest ciekłą wodę zimniejszą niż zero stopni Celsjusza. Wprowadzenie substancji takiej jak jodek srebra, który ma strukturę krystaliczną podobną do struktury lodu, wywoła nukleację (zarodkowanie) krzepnięcia (zamarzania). Rozprężanie suchego lodu lub propanu oziębia powietrze do tego stopnia, że kryształki lodu mogą zarodkować spontanicznie z pary cieczy (fazy gazowej poniżej swego punktu krytycznego). W przeciwieństwie do zasiewania przy pomocy jodku srebra, ta spontaniczna nukleacja (zarodkowanie) nie wymaga uprzedniej obecności kropel lub cząsteczek ponieważ wytwarza niezwykle wysokie przesycenie pary cieczy w pobliżu zasiewającej substancji. Jednakże istniejące krople są niezbędne dla dostatecznego wzrostu kryształków lodu, aby mogło z chmury padać.
W szerokościach geograficznych między kołem podbiegunowym a zwrotnikiem typowa strategia zasiewania chmur zasadza się na fakcie, że ciśnienie (prężność) pary nasyconej jest niższe dla równowagi z lodem niż dla równowagi z wodą, gdy cząsteczki lodu formują się w przechłodzonych chmurach. Fakt ten pozwala kryształkom lodu rosnąć kosztem kropel cieczy. Jeśli rozrost jest dostateczny, cząsteczki stają się dość ciężkie, by jako śnieg (lub, jeśli ulegną stopieniu, jako deszcz) opadać z chmur, które w innej sytuacji nie wytworzyłyby opadów. Ten proces jest znany jako zasiewanie „statyczne”.
W klimatach ciepłych lub tropikalnych zasiewanie konwekcyjnych chmur typu Cumulonimbus (Chmur kłębiastych) stara się wykorzystać ciepło przemiany fazowej uwalniane przy zamarzaniu. Ta strategia „dynamicznego” zasiewania zakłada, że dodatkowe ciepło przemiany fazowej podnosi temperaturę, przez co zwiększa siłę wyporu, wzmacnia prądy wznoszące powietrza, zapewnia konwergencję na niższym poziomie i w rezultacie powoduje gwałtowny wzrost chmur.
Związki chemiczne do zasiewania chmur mogą być rozpraszane przez samoloty lub przez naziemne urządzenia rozpraszające (generatory lub pojemniki wystrzelane z artylerii przeciwlotniczej lub rakiet). Przy uwalnianiu z samolotów race (flary) jodku srebra są odpalane i rozpraszane podczas gdy samolot leci przez formowaną chmurę. Gdy uwalniane przez urządzenia naziemne, po uwolnieniu drobne cząsteczki są niesione z wiatrem i wzwyż przez prądy powietrzne.
W 2010 roku został przetestowany mechanizm elektroniczny, gdzie podczerwone impulsy laserowe zostały nakierowane na powietrze nad Berlinem, przez badaczy z Uniwersytetu Genewskiego. Prowadzący eksperyment postulowali, że impulsy spowodują, iż atmosferyczny dwutlenek siarki i dwutlenek azotu wytworzą cząsteczki działające jako zasiew.
Idąc tropem wcześniejszych badań izraelskich, brytyjscy naukowcy z wydziału Meteorologii Uniwersytetu Reading, oraz inżynierowie z Uniwersytetu w Bath, we współpracy z naukowcami z Fińskiego Instytutu Meteorologicznego w Helsinkach opublikowali wyniki prac wskazujące na możliwość wywoływania opadów poprzez sztuczne wyładowania elektryczne w chmurach, z użyciem dronów. Ta metoda zasiewania chmur jest również testowana celem komercyjnego użycia w Zjednoczonych Emiratach Arabskich.

## Wczesne próby australijskie i efektywność
Odnosząc się do eksperymentów modyfikacji pogody z lat 1903, 1915, 1919, 1944 i 1947, Australijska Federacja Meteorologiczna zdyskredytowała „robienie deszczu”. W latach pięćdziesiątych Wydział Radiofizyki australijskiej Organizacji dla Badań Naukowych i Przemysłowych Wspólnoty Państw CSIRO przestawiła się na rozpracowywanie fizyki chmur i miała nadzieję na lepsze zrozumienie tych procesów do roku 1957. W latach sześćdziesiątych marzenia o robieniu pogody najpierw się rozwiały, by zostać na nowo rozpalone po prywatyzacji Funduszu Inwestycyjnego Gór Śnieżnych (jednego z największych na świecie i największego w Australii kompleksu hydroelektryczno-irygacyjnego) po to, by uzyskać „nadprogramową” wodę. Miało to zapewnić zwiększoną generację energii i wzrost profitów głównym udziałowcom tej spółki skarbu państwa (w większości publicznym). Wykazano, że zasiewanie chmur jest efektywne w zmienianiu struktury i wielkości chmur i w przemianie przechłodzonej wody w cząsteczki lodu. Ilość opadów, którą można przypisać zasiewaniu trudno jest zdeterminować. Zasiewając chmury można również ograniczyć opady.
Kluczowym wyzwaniem jest ustalenie, ile opadów miałoby miejsce, gdyby chmury nie były zasiewane. W sumie, jest ogólne oczekiwanie wyrażane przez organizacje profesjonalne, że zimowe zasiewanie chmur nad górami da efekt w postaci śniegu. Są dowody statystyczne na wzrost sezonowych opadów o około 10% przy zasiewaniu zimowym.
Rząd Stanów Zjednoczonych poprzez Narodowe Centrum Badań Atmosferycznych analizował zasiewane i niezasiewane chmury, by zrozumieć różnice pomiędzy nimi. Prowadził również badania nad zasiewaniem w innych krajach.
Chmury były zasiewane podczas Letniej Olimpiady w Pekinie w 2008 roku przy pomocy rakiet, by zapobiec opadom deszczu podczas ceremonii otwarcia i zamknięcia, choć niektórzy podważają twierdzenia o sukcesie tych operacji.

## Wpływ na środowisko i zdrowie
Będąc zakwalifikowany przez amerykański standard Narodowej Agencji Ochrony Przeciwpożarowej NFPA 704 do kategorii zagrożenia zdrowia, jodek srebra może powodować czasową niedyspozycję lub trwalsze szkody na zdrowiu ludzi i ssaków przy intensywnej lub przedłużonej, lecz nie chronicznej ekspozycji. Jednakże przeprowadzono kilka dokładnych badań ekologicznych, które wykazały minimalny wpływ jodku srebra na środowisko i zdrowie. W niektórych badaniach stwierdzono niską toksyczność srebra i jego związków (jodku srebra). Najprawdopodobniej, te ustalenia wynikają z minimalnych ilości srebra rozprowadzanych przez zasiewanie chmur, stukrotnie niższych niż wprowadzane do atmosfery w wielu rejonach globu zanieczyszczenia przemysłowe, czy indywidualna ekspozycja od plomb dentystycznych.
Akumulacja w glebie, roślinności i wodach powierzchniowych nie jest mierzalna powyżej tła naturalnego. Raport o stanie środowiska w Sierra Nevada w Kalifornii z 1995 roku i niezależny panel ekspertów w Australii w 2004 roku potwierdziły te wcześniejsze ustalenia.
Zasiewanie chmur nad Narodowym Parkiem Góry Kościuszki – rezerwatem biosfery – stało się kontrowersyjne w związku z kilkoma gwałtownymi zmianami legislacyjnymi w dziedzinie ochrony środowiska, które umożliwiły te „próby”. Zwolennicy ochrony środowiska są zaniepokojeni wchłanianiem pierwiastkowego srebra przez wysoce wrażliwy ekosystem, co ma wpływ na wiele gatunków, w tym na oposa karłowatego, oraz na wysoki poziom wykwitów glonów w dawniej nieskazitelnych jeziorach polodowcowych. Program stacji telewizyjnej ABC pt. „Tętno ziemi” z 17 lipca 2004 roku donosił, że „nie każda chmura ma srebrną podszewkę” (od angielskiego przysłowia: „każda chmura ma srebrną podszewkę”, srebrna podszewka – angielski idiom – metafora optymizmu), gdyż podniosły się głosy zaniepokojenia o zdrowie oposa karłowatego. Badania sprzed pięćdziesięciu lat i analiza przeprowadzona przez Zarząd Funduszu Inwestycyjnego Gór Śnieżnych doprowadziły do zaprzestania programu zasiewania chmur w Australii w latach pięćdziesiątych zeszłego wieku, w braku wyraźnych rezultatów. Obecnie, zasiewanie chmur odrzuca się w Australii ze względu na ochronę środowiska i obawy o chroniony gatunek, oposa karłowatego. Ponieważ jodek srebra, a nie srebro w postaci czystej (pierwiastkowej) jest materiałem do zasiewania chmur, twierdzenia o negatywnym wpływie na środowisko są podważane przez niezależnie recenzowane badania naukowe, jak podsumowała międzynarodowa Organizacja Modyfikacji Pogody.

## Historia
Vincent Schaefer (1906-1993) odkrył zasadę zasiewania chmur w lipcu 1946 roku poprzez nadzwyczajną serię szczęśliwych przypadków. Podążając tropem pomysłów wygenerowanych wspólnie z laureatem Nagrody Nobla Irvingiem Langmuirem, Schaefer, będący naukowym pomocnikiem Langmuira, podczas wspinaczki na Górę Waszyngton w stanie New Hampshire, stworzył metodę doświadczeń na przechłodzonych chmurach polegającą na użyciu głęboko zamrożonych porcji potencjalnych czynników stymulujących wzrost kryształków lodu, tj. soli, talku, ziemi, pyłu i rozmaitych środków chemicznych, z niewielkim efektem. Aż, pewnego gorącego i wilgotnego dnia, 14 lipca 1946 roku, postanowił spróbować kilku eksperymentów w laboratorium przedsiębiorstwa General Electric w Schenectady. Był zawiedziony stwierdziwszy, że zamrażarka nie była dość zimna, by utworzyć „chmurkę” przy pomocy wydychanego powietrza. Postanowił popchnąć sprawę do przodu dodając kawał suchego lodu, po to tylko, by obniżyć temperaturę swej komory doświadczalnej. Ku jego zdumieniu, gdy tylko zrobił wydech do zamrażarki, pojawiła się błękitnawa mgiełka, a zaraz po niej zawrotna feeria milionów mikroskopijnych kryształków lodu, odbijających silny snop światła lampy oświetlającej komorę w poprzek. Natychmiast zdał sobie sprawę, że odkrył sposób zamiany przechłodzonej wody w kryształki lodu. Doświadczenie dało się łatwo powtarzać, więc podjął badania czynnika temperaturowego, by ustalić -40 stopni Celsjusza jako dolną granicę występowania wody w stanie ciekłym.
W ciągu miesiąca, kolega Schaefera, badacz zjawisk atmosferycznych, dr Bernard Vonnegut (brat pisarza Kurta Vonneguta) uznany został odkrywcą następnej metody „zasiewania” przechłodzonej wody w chmurach. Vonnegut dokonał swego odkrycia przy biurku, przeglądając informacje w podręczniku podstaw chemii, a następnie majstrując ze srebrem i jodem, by wytworzyć jodek srebra. Profesor Stanowego Uniwersytetu Nowego Jorku w Albany (SUNY), krystalograf Henry Chessin opublikował, wraz z Vonnegutem, artykuł w „Science Magazine” i otrzymał patent w 1975 roku. Obie metody znalazły zastosowanie w zasiewaniu chmur w 1946 roku, wykorzystywane przez Korporację General Electric w stanie Nowy Jork. Podczas gdy metoda Schaefera zmieniała bilans cieplny chmury, Vonneguta zmieniała strukturę formatywną kryształu – niezwykłą właściwość związaną z dobrym dopasowaniem stałej sieci krystalicznej pomiędzy dwoma rodzajami kryształu. (Krystalografia lodu odegrała później rolę w powieści Kurta Vonneguta Kocia kołyska) Pierwsza próba modyfikacji naturalnych chmur w terenie odbyła się w północnej części stanu Nowy Jork 13 listopada 1946 roku. Schaefer wywołał opady śniegu w okolicach Mount Greylock w zachodnim Massachusetts, gdy zrzucił z samolotu sześć funtów (niecałe trzy kilogramy) suchego lodu w namierzoną chmurę, po sześćdziesięciomilowym pościgu w kierunku wschodnim z Powiatowego Lotniska w Schenectady.
Suchy lód i jodek srebra są efektywne w zmienianiu właściwości fizyko chemicznych przechłodzonych chmur, będąc użytecznymi w powiększaniu zimowych opadów śniegu w górach i w pewnych określonych warunkach, oraz w ograniczaniu wyładowań atmosferycznych (piorunów) i gradu. Nie będąc nową technologią, higroskopijne zasiewanie dla powiększenia opadów deszczu z ciepłych chmur przeżywa odrodzenie, dzięki pewnym pozytywnym rezultatom badań w Południowej Afryce, Meksyku i innych krajach. Najczęściej używanym materiałem higroskopijnym jest sól. Zakłada się, że higroskopijne zasiewanie powoduje, iż rozkład frakcji kropel w chmurze staje się bardziej morski (większe krople), a mniej kontynentalny, stymulując opady deszczu przez koalescencję. Od marca 1967 roku do lipca 1972 roku w ramach Operacji Popeye prowadzonej, przez armię Stanów Zjednoczonych w Północnym Wietnamie, a w szczególności wzdłuż szosy na Ho Chi Minh, zasiewano chmury jodkiem srebra, by przedłużyć sezon monsunowy. Rezultatem operacji było przedłużenie sezonu monsunowego na objętych akcją terenach średnio od 30 do 45 dni. Pięćdziesiąta Czwarta Eskadra Rozpoznania Pogodowego przeprowadzała operację: „make mud, not war” (taplaj się w błocie, a nie walcz – od antywojennego hasła z lat sześćdziesiątych: „make love, not war” – kochaj się, a nie walcz).
W 1969 roku na Festiwalu w Woodstock, różni ludzie twierdzili, że byli świadkami zasiewania chmur przez armię amerykańską. To miało być powodem deszczu, który padał przez większą część festiwalu.
Prywatnym przedsiębiorstwem, które oferowało w latach siedemdziesiątych przeprowadzanie modyfikacji pogody (zasiewania chmur z baz naziemnych, przy użyciu rac z jodkiem srebra) było Irving P. Kirk i Spółka z Palm Springs w Kalifornii. W 1972 roku skontaktował się z nim Uniwersytet Stanowy Oklahomy w celu przedsięwzięcia takiego zasiewania, by zwiększyć opady deszczu z ciepłych chmur w zlewisku Jeziora Carla Blackwella. Jezioro to, o niebezpiecznie niskim poziomie wody, było w tym czasie (1972-1973) głównym źródłem wody pitnej dla Stillwater w Oklahomie. Przedsięwzięcie nie było prowadzone wystarczająco długo, by wykazać statystycznie jakiekolwiek zmiany w stosunku do naturalnych wariacji pogodowych. Jednakże w tym samym czasie operacje zasiewania były prowadzone w Kalifornii od 1948 roku.
Próba modyfikowania huraganów w basenie Oceanu Atlantyckiego przy użyciu zasiewania chmur, prowadzona przez armię amerykańską w 1960 roku nosiła nazwę „Operacja Wściekłość Burzy” (Project Stormfury). Jedynie kilka huraganów zostało przetestowanych zasiewaniem chmur z powodu sztywnych zasad ustanowionych przez naukowców dla operacji. Nie było jasne, czy operacja odniosła sukces; zdawało się, że struktura huraganów zmieniła się nieznacznie, lecz tylko tymczasowo. Obawa, że zasiewanie chmur mogłoby potencjalnie zmienić kurs lub siłę huraganu i mieć negatywny wpływ na ludzi na jego drodze, zatrzymało operację.
Dwie agencje federalne popierały różne projekty badawcze nad modyfikacją pogody, które rozpoczęły się we wczesnych latach sześćdziesiątych zeszłego wieku: United States Bureau of Reclamation – Amerykańskie Biuro Rekultyltywacji (Rekultywacja, Wydział Spraw Wewnętrznych) i Amerykańska Narodowa Służba Oceaniczna i Meteorologiczna (NOAA; Wydział Handlu). Rekultywacja sponsorowała kilka programów naukowych badających zasiewanie chmur pod parasolem Projektu „Woda z Nieba” (Skywater), w latach 1964–1988, a NOAA prowadziła Program Modyfikacji Atmosferycznej od 1979 do 1993 roku. Sponsorowane programy były prowadzone w kilku stanach i dwóch państwach (w Maroku i w Tajlandii), badając zarówno zimowe, jak i letnie zasiewanie chmur. Bardziej współcześnie, Rekultywacja sponsorowała, w latach 2002–2006, niewielki program naukowy pod nazwą Program Modyfikacji Szkód Pogodowych, w kooperacji z sześcioma zachodnimi stanami.
W ostatnich dwóch dekadach finansowanie dla badań podupadło. Jednakże Biuro Rekultywacji sponsorowało, w latach 2002–2006 Program Modyfikacji Szkód Pogodowych w sześciu stanach. Publikacja naukowa Narodowej Akademii Nauk Stanów Zjednoczonych z 2003 roku wzywa do powołania narodowego programu badawczego w celu wyjaśnienia pozostających pytań na temat wydajności i praktyki modyfikowania pogody.
W Australii CSIRO (Organizacja Badań Naukowych i Przemysłowych Wspólnoty Państw) przeprowadziła poważne badania pomiędzy rokiem 1947 i wczesnymi latami sześćdziesiątymi:
- 1947-1952: Naukowcy CSIRO zrzucali suchy lód na wierzchołki chmur kłębiastych. Metoda działała niezawodnie dla chmur, które były bardzo zimne, powodując opady deszczu, który inaczej by nie spadł.
- 1953-1956: CSIRO przeprowadziła podobne próby w stanie Południowa Australia, Queensland i innych stanach. Doświadczenia wykorzystywały zarówno naziemne, jak i powietrzne generatory jodku srebra.
- Późne lata pięćdziesiąte i wczesne sześćdziesiąte: Zasiewanie chmur w Górach Śnieżnych, na Półwyspie Cape York w Queensland, w leżącym w Nowej Południowej Walii rejonie Nowa Anglia, oraz na południe od Sydney, w zlewisku rzeki Warragamba.

Jedynie próby przeprowadzane w Górach Śnieżnych doprowadziły do statystycznie znaczących opadów deszczu w ciągu całego eksperymentu.
Australijskie studium badawcze, gdzie jodku srebra używa się do zapobiegania opadom gradu było prowadzone w latach 1981–2000 i ta technika jest tam nadal aktywnie stosowana.

## Współczesne zastosowania

### Azja
Największy system zasiewania chmur ma Chińska Republika Ludowa, która uważa, że zasiewanie prowadzone poprzez odpalanie w niebo rakiet z jodkiem srebra, tam gdzie deszcz jest pożądany, zwiększa ilość deszczu nad kilkoma coraz bardziej suchymi regionami, w tym również nad stolicą, Pekinem. Istnieje nawet polityczna przepychanka pomiędzy sąsiadującymi rejonami, które oskarżają się nawzajem o „kradzież deszczu” przy pomocy zasiewania chmur. Obecnie około 24 kraje praktykują operacyjnie zasiewanie chmur. Chiny używały zasiewania chmur przed Olimpiadą w 2008 roku, by oczyścić powietrze z zanieczyszczeń, lecz powątpiewano w sukces tej operacji. W lutym 2009 roku Chiny również odpaliły laski jodku srebra nad Pekinem, by sztucznie wywołać opady śniegu po czterech miesiącach suszy. Opady śniegu trwały przez około trzy dni i doprowadziły do zamknięcia 12 głównych dróg wokół Pekinu. Pod koniec października 2009 roku Pekin twierdził, że doświadczył najwcześniejszych opadów śniegu od 1987 roku z powodu zasiewania chmur.
W Azji południowo-wschodniej otwarte paleniska wytwarzają zmętnienie, które zanieczyszcza środowisko w rejonie. Zasiewanie chmur było używane dla poprawienia jakości powietrza poprzez oczyszczanie deszczem. W Indiach operacje zasiewania chmur były prowadzone w latach 2003–2004 w stanie Maharashtra, poprzez amerykańskie przedsiębiorstwo Spółka Modyfikacji Pogody. W roku 2008 były plany zasiewania nad 12 okręgami stanu Andhra Pradesh.

### Ameryka Północna
W Stanach Zjednoczonych zasiewanie chmur jest używane do zwiększania opadów na obszarach doświadczających suszy, do zmniejszania wielkości kul gradowych formowanych w chmurach burzowych i do rozpraszania mgły na lotniskach i wokół nich. Zasiewanie chmur jest okazjonalnie używane przez większe resorty narciarskie, by wywołać opady śniegu. Jedenaście zachodnich stanów i jedna kanadyjska prowincja (Alberta) obecnie mają w toku operacyjne programy zasiewania chmur. W styczniu 2006 roku rozpoczęło się, warte $8,8 miliona dolarów, przedsięwzięcie w Wyoming, by zbadać efekty zasiewania chmur nad łańcuchami górskimi Medicine Bow, Sierra Madre i Wind River, w tym stanie.
Do prywatnych przedsiębiorstw zajmujących się modyfikowaniem pogody poprzez zasiewanie chmur należą: Aero Systems Incorporated (Spółka Systemy Aero), Atmospheric Incorporated (Atmosferyczne Sp.), North American Weather Consultants (Północno Amerykańscy Konsultanci do Spraw Pogody), Weather Modification Incorporated (Spółka Modyfikacji Pogody), Weather Enhancement Technologies International (Międzynarodowa Spółka Technologii Poprawy Pogody), Seeding Operations and Atmospheric Research (SOAR)(Operacje Zasiewania i Badania Atmosferyczne). Siły Powietrzne Stanów Zjednoczonych (USAF) zaproponowały użycie zasiewania na polu bitwy w roku 1996, mimo że Stany Zjednoczone podpisały w 1978 roku międzynarodowy układ zakazujący użycia modyfikacji pogody do wrogich celów.
W latach sześćdziesiątych przedsiębiorstwo P. Kirk & Associates (P. Kirk & Spółka) prowadziło udaną operację zasiewania chmur w okolicach Calgary, w Albercie. Używano tam zarówno samolotów, jak i generatorów naziemnych pompujących jodek srebra do atmosfery w celu zredukowania groźby szkód gradowych. Ralph Langeman, Lynn Garrison i Stan McLeod, wszyscy byli członkowie Czterysta Trzeciej Eskadry Królewskich Kanadyjskich Wojsk Lotniczych, jako studenci Uniwersytetu Alberty spędzali każde lato latając dla ograniczania szkód gradowych. Pewna ilość nadliczbowych samolotów Harvard została wyposażona w ruszty pod każdym skrzydłem, do których przyczepiano po 32 kolejowe race świetlne zaimpregnowane jodkiem srebra. Race mogły zostać zapalone pojedynczo lub wszystkie naraz, w zależności od sytuacji i zagrożenia. W koordynacji z jednostkami naziemnymi, samolot zostawiał pióropusz jodku srebra przed nadciągającą chmurą kłębiastą burzową (cumulo-nimbus) z zauważalnymi skutkami. Wielkie, aktywne kłębiaste chmury burzowe zostały zredukowane do zera. Intensywność silnych burz gradowych została zmniejszona. Ten efektywny program był finansowany ze składek rolników i dotacji rządowych.

### Europa
Zasiewanie chmur rozpoczęto we Francji w latach pięćdziesiątych ubiegłego stulecia w intencji zmniejszenia szkód gradowych na polach uprawnych. Projekt ANELFA składa się z lokalnych agencji działających w ramach fundacji. Podobny projekt w Hiszpanii jest zarządzany przez Consorcio por la Lucha Antigranizo de Aragon. Sukces projektu francuskiego został potwierdzony przez dane agencji ubezpieczeniowych; sukces projektu hiszpańskiego przez wyniki badań przeprowadzonych przez Hiszpańskie Ministerstwo Rolnictwa.
Wojskowi piloci rosyjscy zasiewali chmury nad Białorusią po katastrofie w Czarnobylu, by wypłukać z chmur zmierzających w kierunku Moskwy cząsteczki radioaktywne. Jak opowiadał w 2007 roku, w programie BBC major Aleksiej Gruszyn, wielokrotnie wyruszał w niebo nad Czarnobylem i Białorusią i używał pocisków artyleryjskich wypełnionych jodkiem srebra, by wytworzyć chmury deszczowe, które miały oczyścić powietrze z substancji radioaktywnych dryfujących w stronę gęsto zaludnionych miast. Ponad cztery tysiące mil kwadratowych Białorusi zostało poświęconych, by ochronić rosyjską stolicę od toksycznych radioaktywnych opadów. Obszar, na którym moja załoga aktywnie wpływała na chmury, znajdował się w pobliżu Czarnobyla, nie tylko w trzydziestokilometrowej strefie, lecz i dalej, w odległości pięćdziesięciu, siedemdziesięciu, a nawet stu kilometrów, mówił major. Na szczycie Wielkiej Ósemki w 2006 roku w Petersburgu, prezydent Putin skomentował, że samoloty wojsk powietrznych zostały wysłane, by zasiewać nadchodzące chmury w taki sposób, aby opady wystąpiły nad Finlandią. Ulewa towarzyszyła spotkaniu tak, czy inaczej. W Moskwie, 17 czerwca 2008 roku samoloty transportowe Rosyjskich Sił Powietrznych próbowały zasiewać chmury cementem. Jeden z worków z cementem nie rozproszył się, lecz spadł w całości na dom mieszkalny przebijając dach. W październiku 2009 roku mer Moskwy obiecywał w mieście „zimę bez śniegu”, po ujawnieniu wysiłków Rosyjskich Sił Powietrznych, by zasiewać przez całą zimę chmury od strony nawietrznej Moskwy.

### Australia
W Australii działalność CSIRO na Tasmanii była uwieńczona sukcesem.
Zasiewanie nad zlewiskiem na Płaskowyżu Centralnym na tej wyspie, podlegającym Komisji Hydro-Elektrycznej spowodowało zwiększenie opadów deszczu nawet o 30% jesienią. Eksperymenty tasmańskie były tak udane, że Komisja podjęła od tej pory regularne zasiewanie w górzystych częściach stanu.
W roku 2004, Hydro Gór Śnieżnych Sp.zoo (Snowy Hydro Limited), znana dawniej jako Fundusz Inwestycyjny Gór Śnieżnych (Snowy Mountains Scheme) rozpoczęła próbne zasiewanie chmur, by ocenić możliwości zwiększenia tą metodą opadów śniegu w Górach Śnieżnych, w Australii. Okres próbny, początkowo mający zakończyć się w 2009 roku, przedłużono do 2014 roku. Komisja Zasobów Naturalnych stanu Nowa Południowa Walia, odpowiedzialna za przeprowadzanie operacji zasiewania, uważa, że próba może natrafić na trudności w ustaleniu statystycznie czy operacja zasiewania chmur zwiększa opady śniegu. Ten projekt był dyskutowany na szczycie w Narrabri, w Nowej Południowej Walii pierwszego grudnia 2006 roku. Intencją spotkania było naszkicowanie propozycji pięcioletniego programu próbnego, skoncentrowanego na północnej Nowej Południowej Walii.
Dyskutowane były rozmaite implikacje tak szeroko zakrojonego doświadczenia w terenie, czerpiąc z połączonych zasobów wiedzy kilku światowej rangi specjalistów, w tym przedstawicieli Projektu Zasiewania Chmur dla Tasmańskiego Kompleksu Hydroelektrycznego (Tasmanian Hydro Cloud Seeding Project). Nie odwołano się jednak do doświadczeń Zarządu Funduszu Inwestycyjnego Gór Śnieżnych, który odrzucił modyfikację pogody. Dyskutowana próba wymagała zmian legislacyjnych w prawie ochrony środowiska Nowej Południowej Walii, by ułatwić rozmieszczenie aparatu do zasiewania chmur. Współczesny eksperyment nie będzie prowadzony w Australijskich Alpach.
W grudniu 2006 roku rząd stanowy Queensland w Australii ogłosił wydatek 7,6 miliona dolarów australijskich na rzecz badań nad zasiewaniem „ciepłych chmur”, które mają być przeprowadzone wspólnie przez Australijskie Biuro Meteorologiczne i Amerykańską Narodową Służbą Oceaniczną i Meteorologiczną (NOAA). Są nadzieje, że wyniki tych badań pozwolą zelżyć długotrwałą suszę w południowo-wschodnim rejonie stanu.

### Afryka
W Mali i w Nigrze zasiewanie chmur jest prowadzone na skalę krajową.